# آپینگه‌دام
آپینگه‌دام (به هلندی: Appingedam) یک منطقهٔ مسکونی در هلند است که در خرونینگن واقع شده‌است. آپینگه‌دام ۰ متر بالاتر از سطح دریا واقع شده‌است.

## خواهرخوانده
شهر آوریش خواهرخواندهٔ آپینگه‌دام هست.